# Adeonellopsis foliacea
Adeonellopsis foliacea är en mossdjursart som först beskrevs av William MacGillivray 1886.  Adeonellopsis foliacea ingår i släktet Adeonellopsis och familjen Adeonidae. Inga underarter finns listade i Catalogue of Life.